# Prezidij Ljudske skupščine Ljudske republike Slovenije
Prezidij Ljudske skupščine Ljudske republike Slovenije (1. in 2.) je bil vodstveno telo Ljudske skupščine Ljudske republike Slovenije, ki je nasledil dotedanji Prezidij Ustavodajne skupščine Ljudske republike Slovenije. V prvi sestavi/mandatu deloval med letoma 1947 in 1950, v drugi pa v letih 1950 do 1953. Njegova vloga je bila prenesena iz sovjetske ustave in je predstavljal nekakšnega "kolektivnega" šefa države - republike. Na zvezni ravni je bil adekvaten organ Prezidij Ljudske skupščine FLRJ s predsednikom Ivanom Ribarjem in 6 podpredsedniki (po eden iz vsake republike; iz Slovenije je bil to Josip Rus).  
Leta 1953 ga je v skladu z novim Ustavnim zakonom nadomestil Izvršni svet Skupščine Ljudske republike Slovenije (kombiniran izvršilni organ namesto dotedanje Vlade LRS in prezidija Ljudske skupščine).

## Sestava
- predsednik: Josip Vidmar
- podpredsedniki: Edvard Kocbek (do 1952) in Stane Kavčič; od 1947 še France Bevk in namesto Kavčiča kot predstavnik CK KPS od 1951 Ivan Regent
- sekretar: Franc Lubej
- člani: Edvard Kardelj, Boris Kidrič, Josip (Jože) Rus, Oton Župančič, Miha Marinko, Franc Leskošek, Janez Hribar, Marijan Brecelj, Rudolf Hribernik, Tone Dolinšek, Tone Fajfar, Angela Ocepek, Jaka Avšič, Ivan Maček in Zoran Polič